# Швеція на зимових Олімпійських іграх 1988
Швеція брала участь у Зимовій Олімпіаді 1988 року у Калгарі (Канада) ушістнадцяте. Країну представляли 67 спортсменів (54 чоловіків та 13 жінок) у 9 видах спорту. Швеція здобула 6 медалей (4 золотих та 2 бронзові), посівши у загальнокомандному заліку 5-е місце.

## Медалісти
| Золото            | Гунде Сван | Лижні перегони      | Мас-старт 50 км класичним стилем (чоловіки) |                        |  |
| Золото            | Торгні Могрен Ян Оттоссон Гунде Сван Томас Вассберг | Лижні перегони      | Естафета 4 x 10 км, (чоловіки)              |                        |  |
| Золото            | Томас Густафсон | Ковзанярський спорт | 5000 м (чоловіки)                           |                        |  |
| Золото            | Томас Густафсон | Ковзанярський спорт | 10 000 м (чоловіки)                         |                        |  |
| Бронза            | Ларс-Бер'є Ерікссон | Гірськолижний спорт | Супергігант (чоловіки)                      |                        |  |
| Бронза            | Збірна Швеції з хокею з шайбою \| Мікаель Андерссон \| \| Андерс Ельдебрінк \| \| Матс Чільстрем \| \| \| Петер Андерссон \| \| Петер Ерікссон \| \| Петер Ліндмарк \| \| \| Петер Ослін \| \| Томас Ерікссон \| \| Ларс Мулін \| \| \| Юнас Бергквіст \| \| Міхаель Єльм \| \| Єнс Елінг \| \| \| Бу Берглунд \| \| Ларс Іварссон \| \| Ларс-Гуннар Петтерссон \| \| \| Андерс Бергман \| \| Мікаель Юганссон \| \| Томас Рундквіст \| \| \| Том Еклунд \| \| Ларс Карлссон \| \| Томмі Самуельсон \| \| \| Ульф Сандстрем \| \| Гокан Седергрен \| \| \| \| | Хокей               | Чоловічий турнір                            |                        |  |
| Мікаель Андерссон | | Андерс Ельдебрінк   |                                             | Матс Чільстрем         |  |
| Петер Андерссон   | | Петер Ерікссон      |                                             | Петер Ліндмарк         |  |
| Петер Ослін       | | Томас Ерікссон      |                                             | Ларс Мулін             |  |
| Юнас Бергквіст    | | Міхаель Єльм        |                                             | Єнс Елінг              |  |
| Бу Берглунд       | | Ларс Іварссон       |                                             | Ларс-Гуннар Петтерссон |  |
| Андерс Бергман    | | Мікаель Юганссон    |                                             | Томас Рундквіст        |  |
| Том Еклунд        | | Ларс Карлссон       |                                             | Томмі Самуельсон       |  |
| Ульф Сандстрем    | | Гокан Седергрен     |                                             |                        |  |